# Піп Іван (Мармарош)
Піп Іван, також Піп Іван Мармароський (для розрізнення з Попом Іваном з Чорногірського масиву) — гора в Українських Карпатах, одна з вершин Гуцульських Альп (частина Мармароського гірського масиву). Розташована в Рахівському районі Закарпатської області, на кордоні України і Румунії.

## Назва
В Карпатах є дві вершини із назвою Піп Іван, тому кожна  має своє територіальне уточнення — Піп Іван Чорногірський та Піп Іван Мармароський.

## Географія
Висота 1936 м. Форма вершини пірамідальна, північні та східні схили круті. Довкола гори сезонно можуть утворюватись невеликі озерця. На значних площах тут є полонини. Найближча полонина — Лисича. Росте багато рідкісних рослин: крокус, рододендрон східнокарпатський, едельвейс, лілія лісова. Гора розташована в межах Марамороського заповідного масиву Карпатського біосферного заповідника.
Піп Іван із прилеглими вершинами (Жербан, Берлебашка тощо) та високогірними полонинами виділяють в окремий масив, який називається Гори Піп-Іван.
Найближчий населений пункт: с. Ділове.

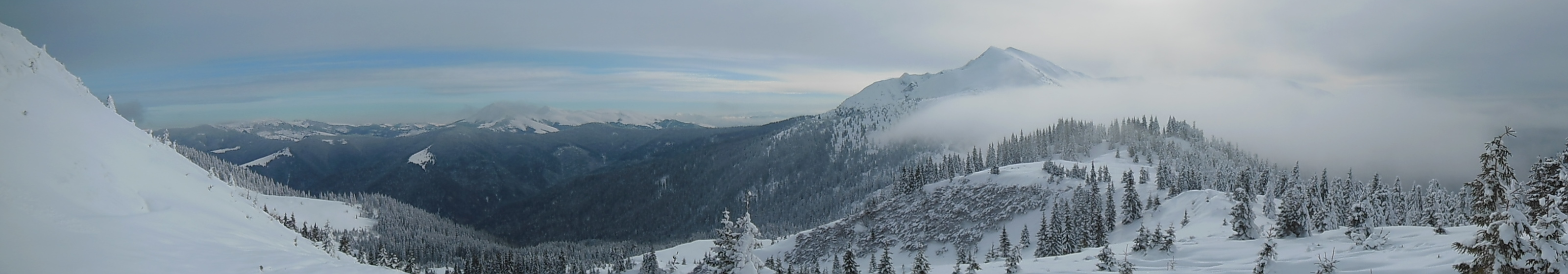
Панорама гори Піп Іван Мармароський з підніжжя г. Берлебашка

## Фотографії та відео Піп Івана в різні пори року

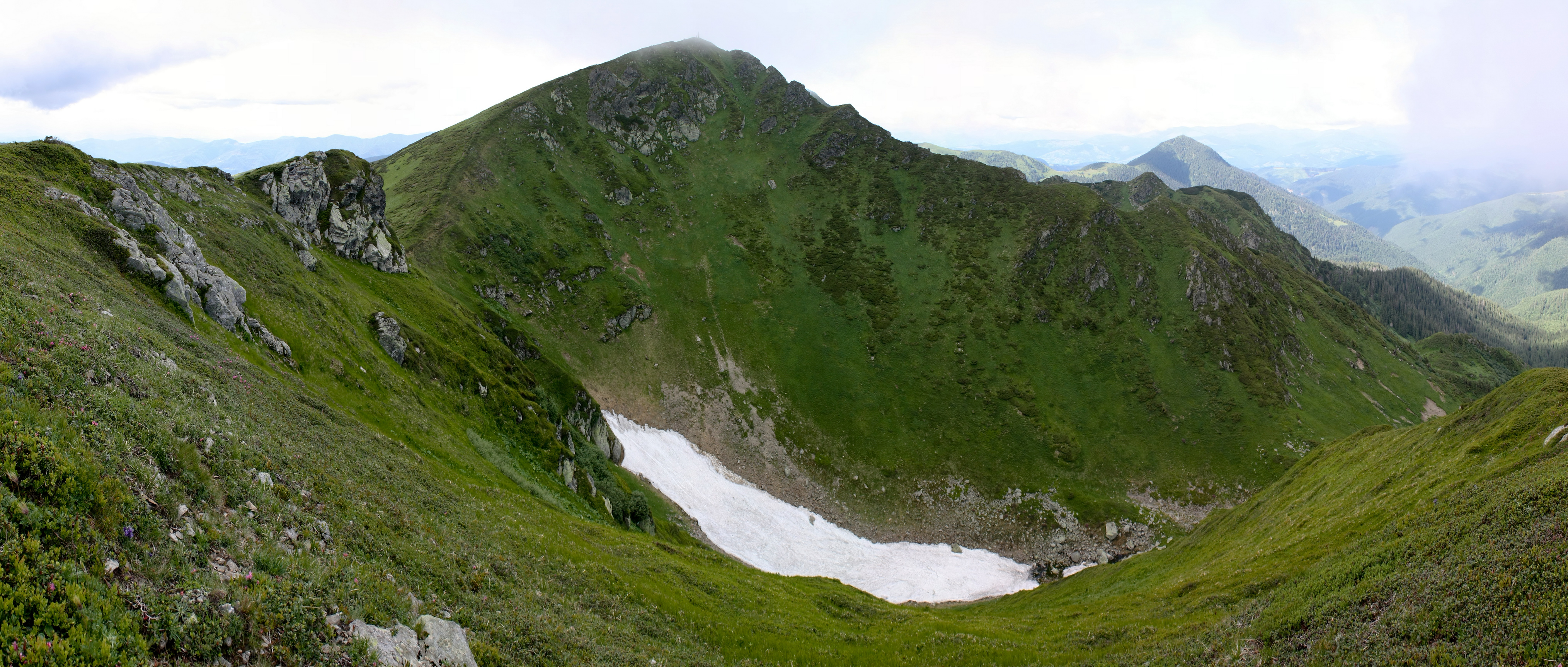
Піп Іван із Мармароського хребта, добре видно льодовиковий кар.
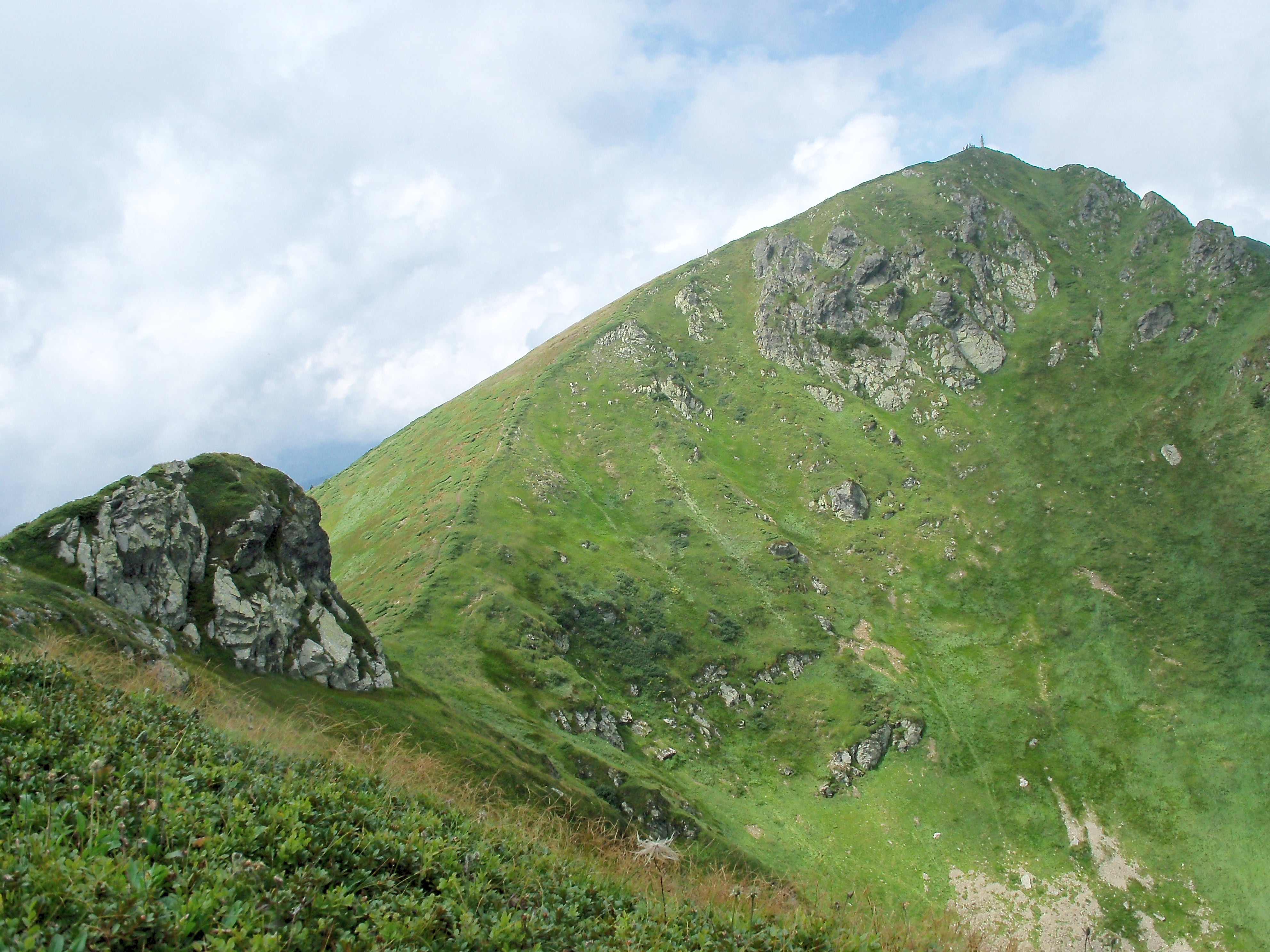
Вигляд на вершину з боку Мармароського хребта.
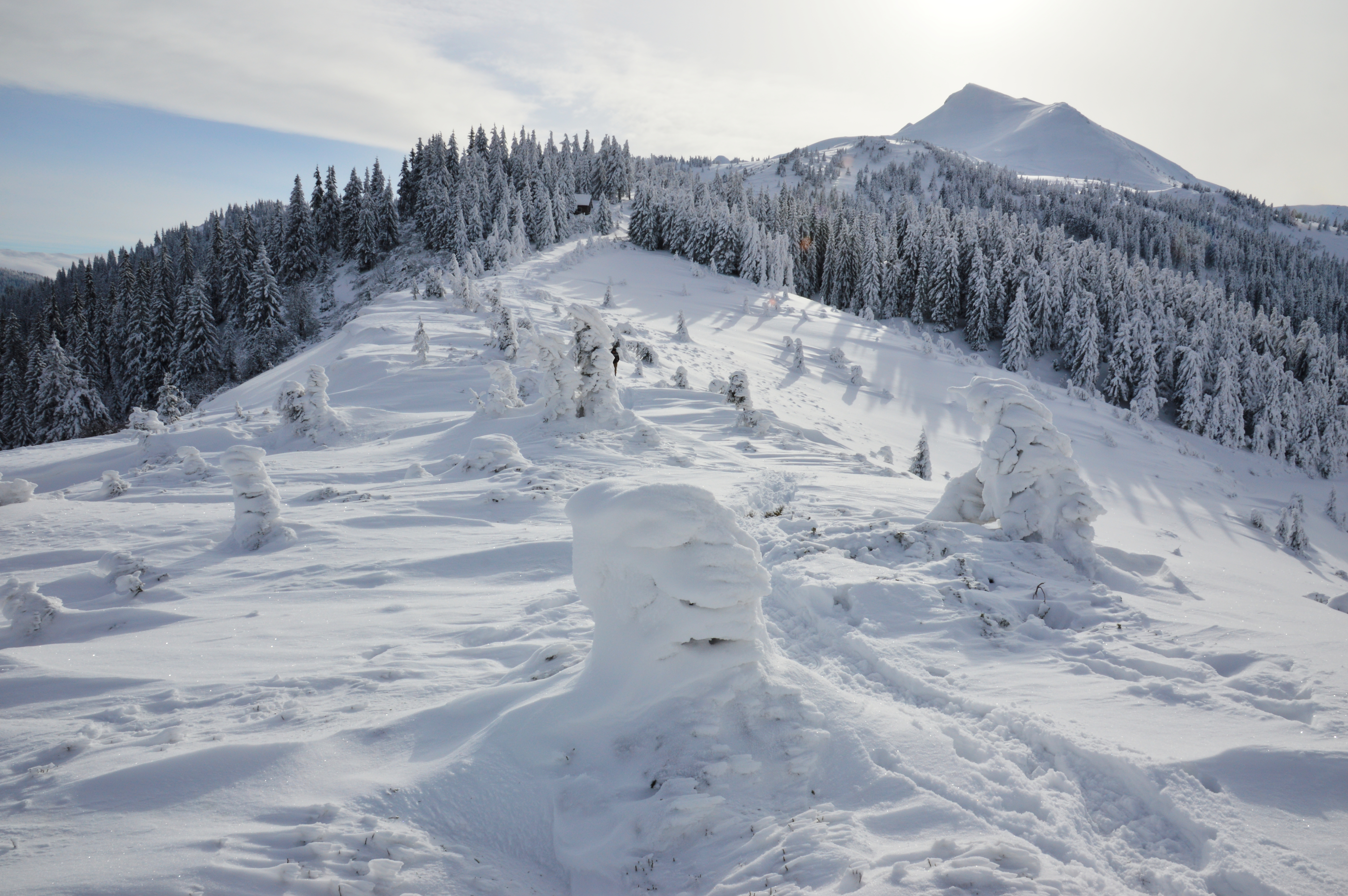
Підйом на Піп Іван Мармароський взимку
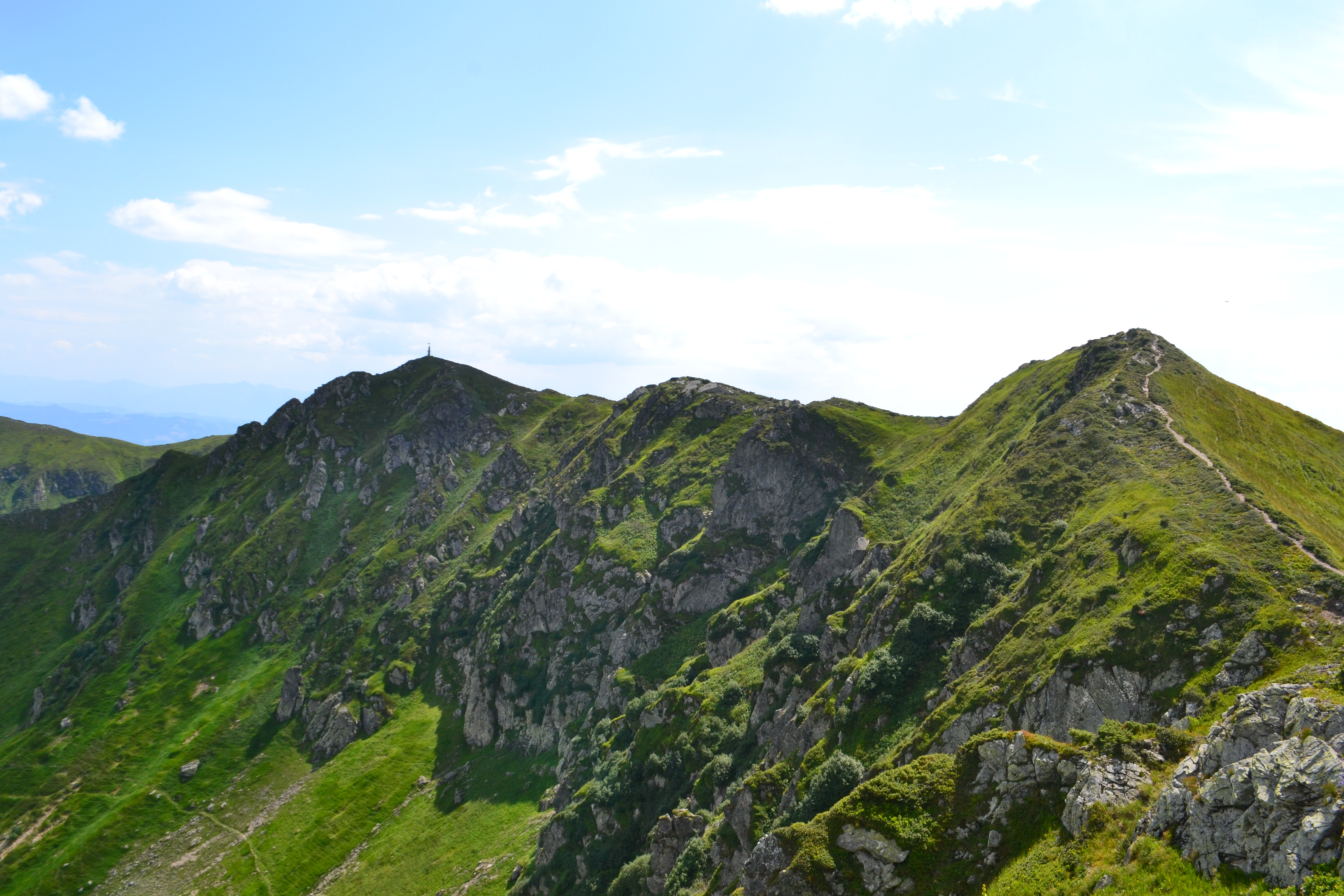
Вид на вершину з боку полонини Лисичої
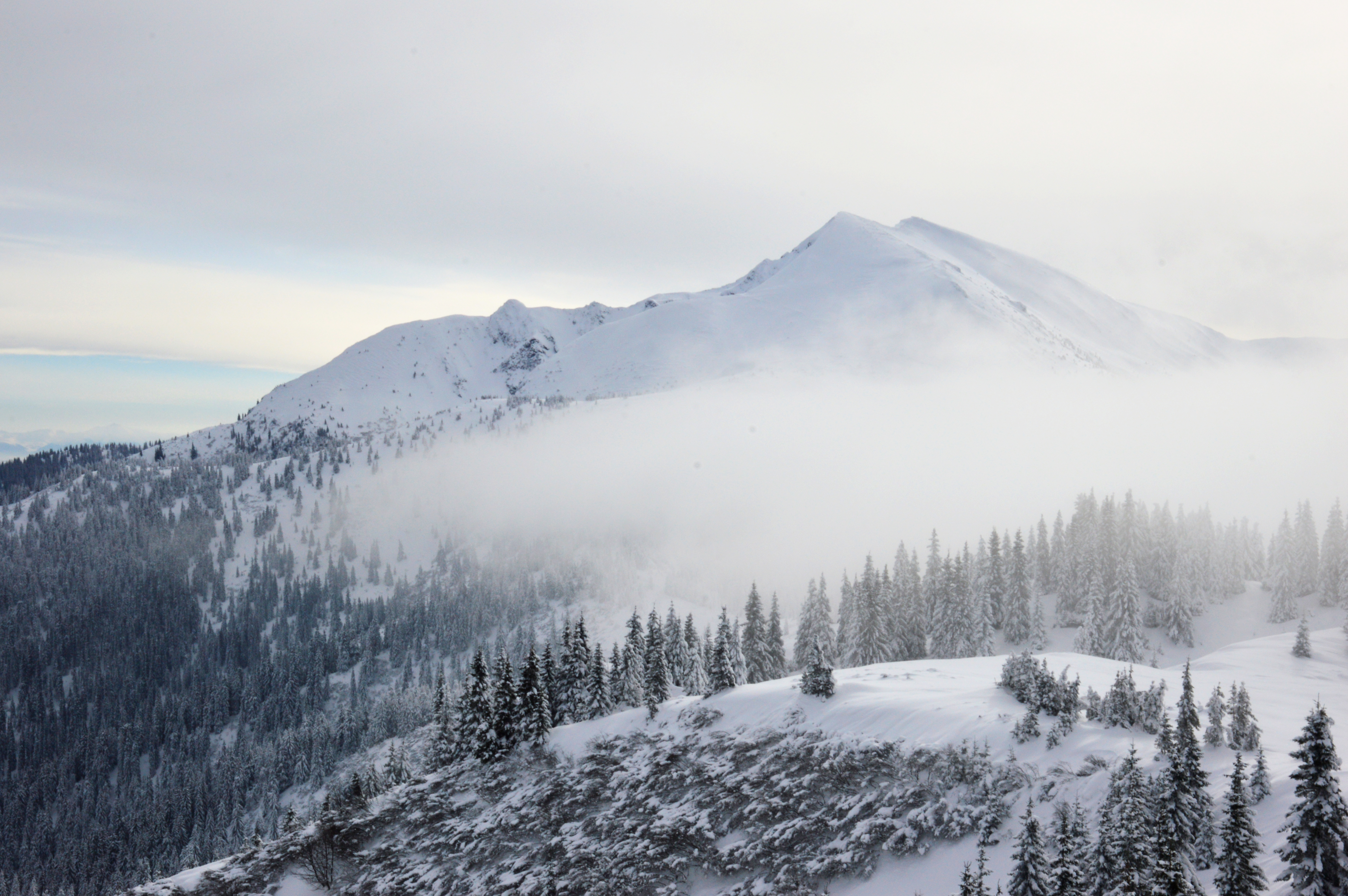
Вид із боку г. Берлебашка
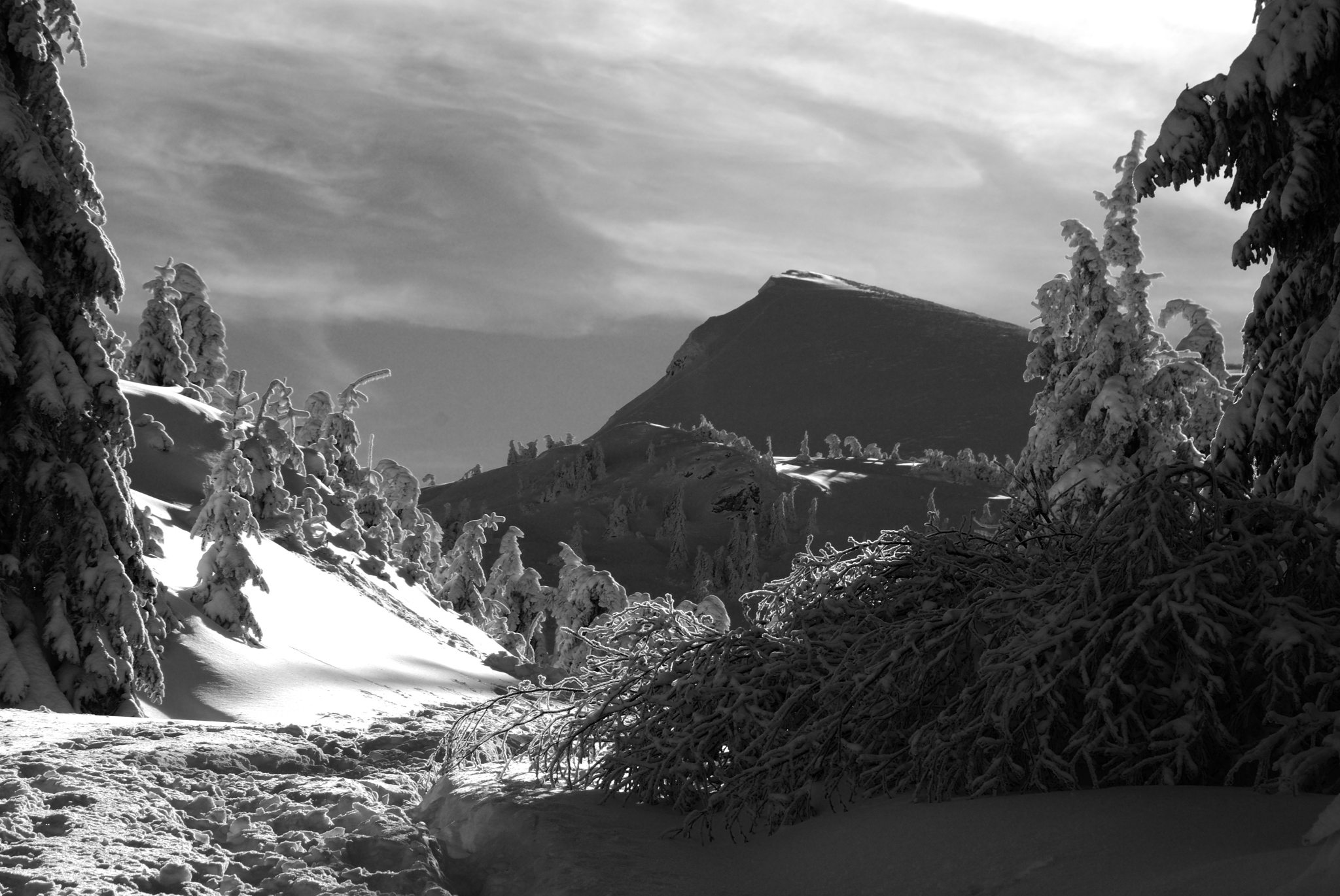
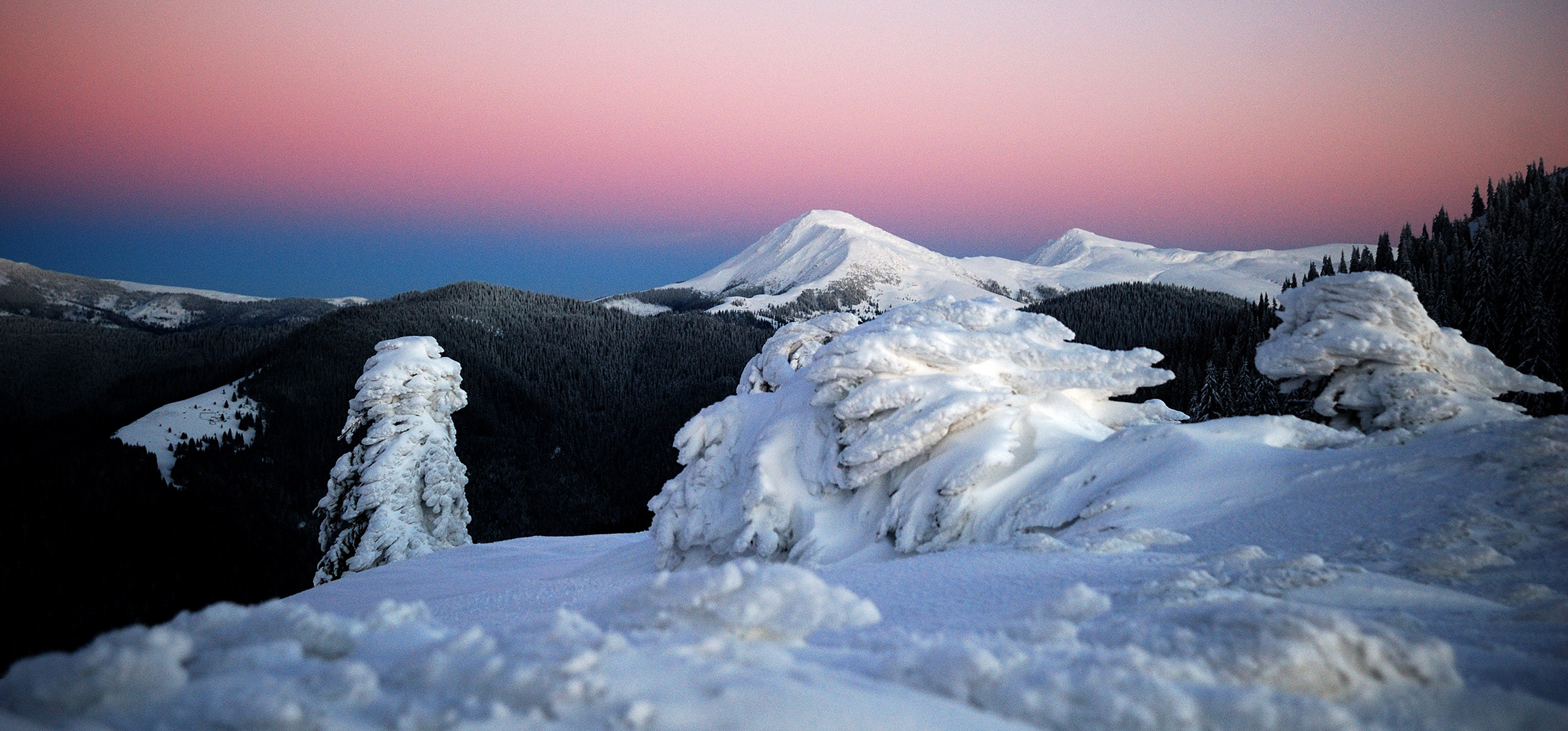
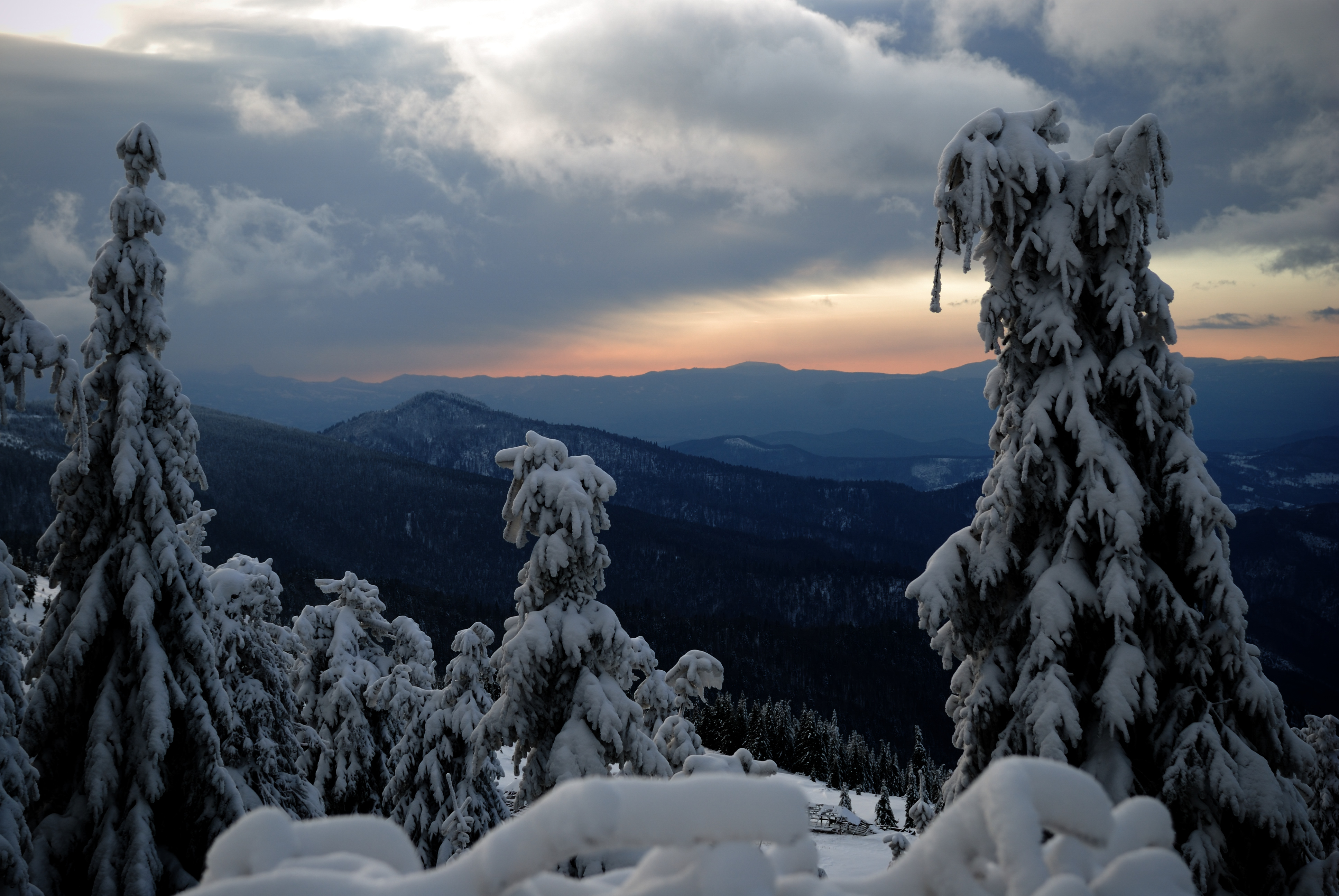

- Відріг Попа Івана
- Підйом на Піп Іван
- Спуск із Попа Івана
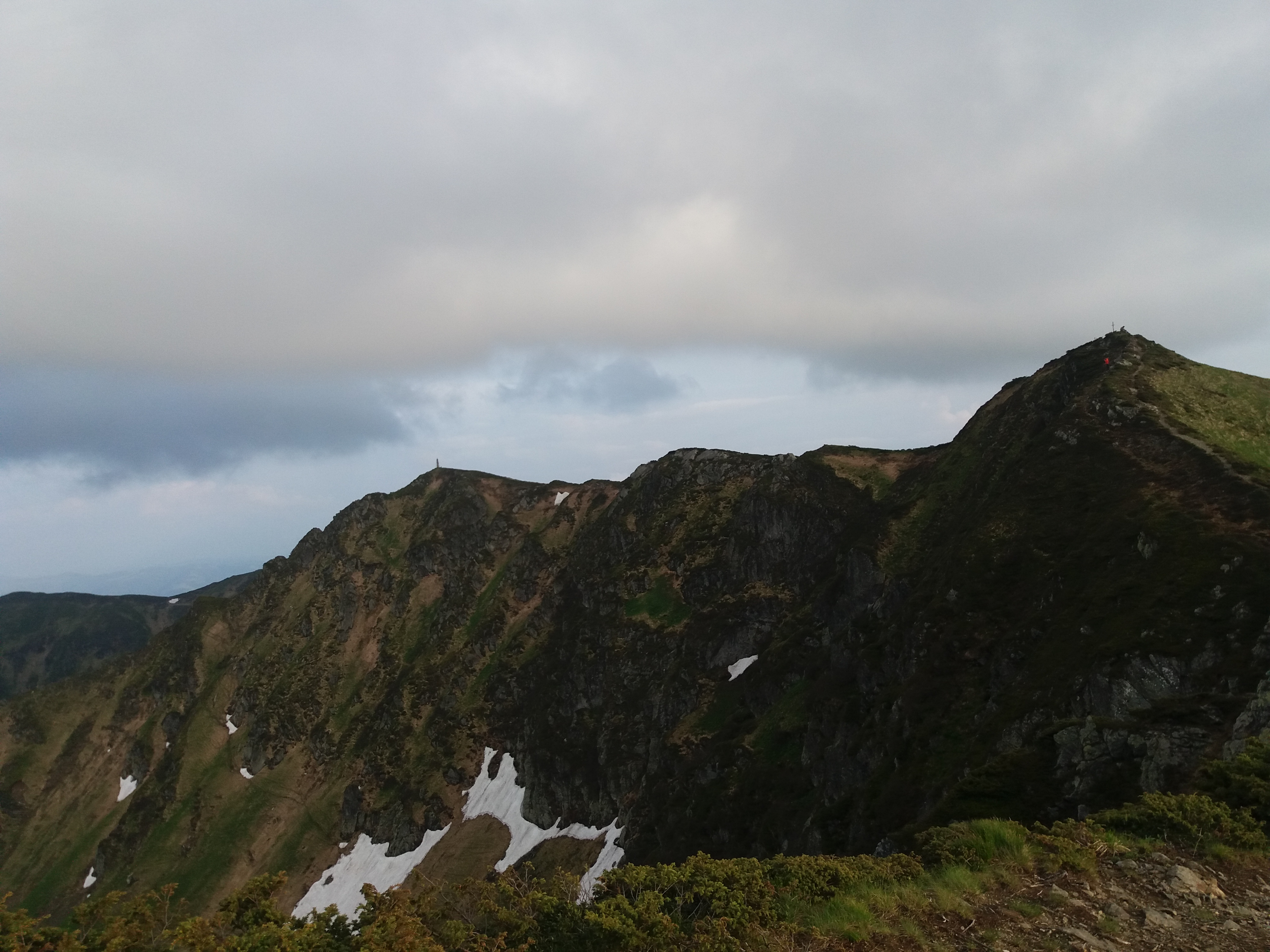
Мармароський заповідний масив. Українсько-румунський кордон
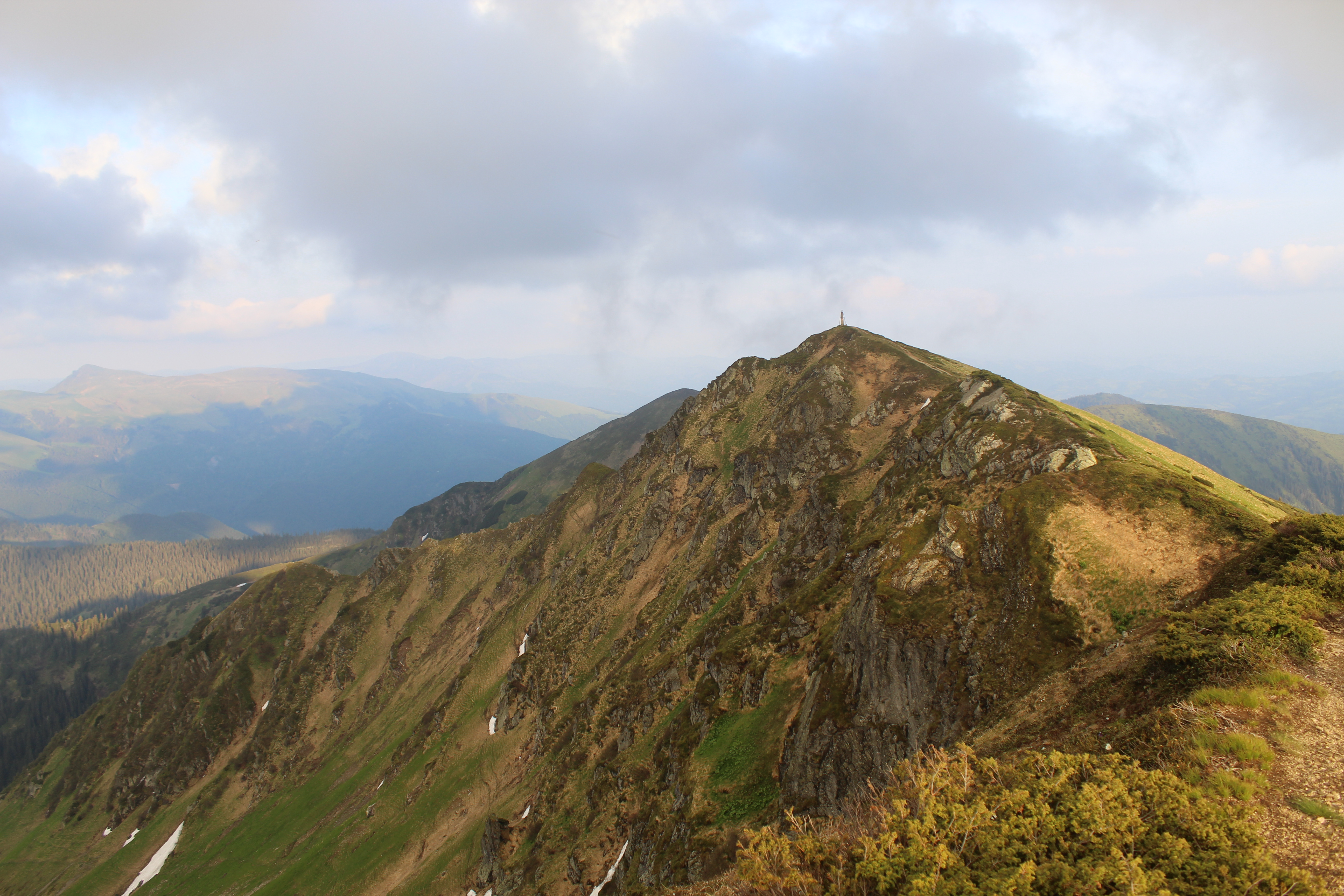
Піп Іван Мармароський. 2019 р
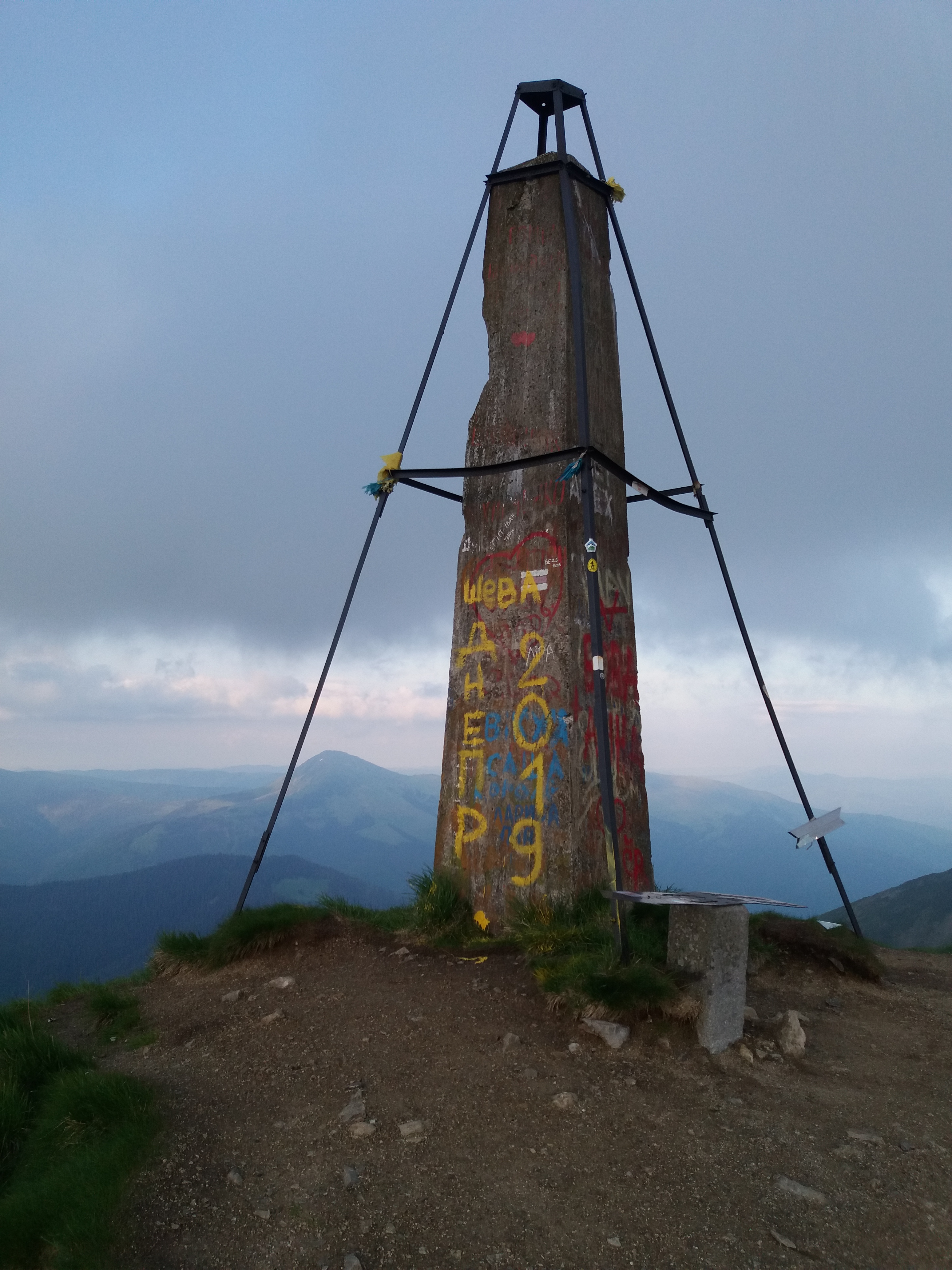
Стелла на г. Піп Іван Мармароський